# Toulx-Sainte-Croix
Toulx-Sainte-Croix este o comună în departamentul Creuse din centrul Franței. În 2009 avea o populație de 298 de locuitori.

## Evoluția populației
| An        | 1975 | 1982 | 1990 | 1999 | 2006 | 2009 |
| --------- | ---- | ---- | ---- | ---- | ---- | ---- |
| Populație | 507  | 435  | 361  | 304  | 303  | 298  |